# 2024-es női vízilabda-Európa-bajnokság
A 2024-es női vízilabda-Európa-bajnokság Hollandiában, Eindhovenben rendezték január 5–13. között. A címvédő a spanyol válogatott volt. Az Eb-t Hollandia nyerte, története során 6. alkalommal. A 2024-es volt az első női kontinensviadal, melyen 16 ország válogatottja vett részt.
A torna az Európai Úszószövetség 2022. május 13-i döntése alapján Tel-Avivban, 2023. október 7–21. között került volna megrendezésre. A LEN és az Izraeli Úszó-szövetség 2023 tavaszán bejelentett közös döntése alapján az Európa-bajnokság új helyszínen, – a netánjai Wingate Intézet vízikomplexumában – és új időpontban (2024. január 3–16. között) került volna lebonyolításra. A rendezés jogát végül 2023 őszén kirobbant Izrael–Hamász háború miatt kapta meg Hollandia.

## Résztvevők
A következő csapatok vesznek részt a Európa-bajnokságon:
| Esemény                  | Dátum                                | Helyszín  | Kvóta | Csapat                                                                                              |
| ------------------------ | ------------------------------------ | --------- | ----- | --------------------------------------------------------------------------------------------------- |
| Eredeti rendező          | 2022. május 14.                      | –         | 1     | Izrael                                                                                              |
| 2022-es Európa-bajnokság | 2022. augusztus 27. - szeptember 10. | Split     | 7     | Spanyolország · Görögország · Olaszország · Hollandia · Magyarország · Franciaország · Horvátország |
| Selejtezők               | 2023. június 23–25.                  | különböző | 8     | Szlovákia · Románia · Szerbia · Nagy-Britannia · Bulgária · Törökország · Csehország · Németország  |
| Összesen                 |                                      |           | 16    | |

Megjegyzés: A kontinenstorna helyszínének Hollandiába történő áthelyezése nem befolyásolja a részvevő válogatottak összetételét.

## Lebonyolítás
A korábbi lebonyolítási rendszerrel szemben a 2024-es Európa-bajnokság a LEN 2023 nyarán közzétett döntése alapján, az első ízben a 2023-as junior világbajnokságon bevezetett két divíziós felbontás szerint zajlott. A csoportok kialakításánál a résztvevő 16 csapatot két divízióba osztották be: 8 csapat az I. divízióból, szintén 8 a II. divízióból kapott csoportellenfeleket. Az I. divízióba (tulajdonképpen az Európa-bajnokság felsőházába) az előző Európa-bajnokság első nyolc helyezettje került, míg a II. divízióban (alsóház) az Európa-bajnoki selejtezőtornáról indulási jogot szerzett válogatottak kaptak helyet. A sorsoláskor mindkét divízióban két-két négycsapatos csoportot alakítottak ki (A, B és C, D csoport). A felsőház 8 résztvevője csoporthelyezéstől függetlenül továbbjutott az egyenes kieséses szakaszba, hasonlóan az alsóház 2-2 csoportgyőztes és csoportmásodik csapatával. A felsőház két csoportgyőztese és második helyezettje erőnyerőként automatikusan a legjobb nyolc közé került, a maradék négy negyeddöntős helyért pedig a felsőházi csoportok harmadik és negyedik helyezettjei az alsóház két csoportjának győztesével, illetve második helyezettjével játszottak a nyolcaddöntőben.

## Sorsolás
Az Európa-bajnokság csoportbeosztását 2023. szeptember 12-én sorsolták Netanjában. A 16 csapatot 6 kalapban helyezték el. A húzást Àngel Moliner, a LEN TWPC-elnöke mellett az izraeli férfi- és női válogatott két-két játékosa, Ido Goldschmidt és Yahav Fire, valamint Ayelet Peres és Maria Mia Bogachenco végezte.

### Kiemelés

#### I. divízió
| 1. kalap (a 2022-es Eb arany- és ezüstérmese) | 2. kalap (a 2022-es Eb bronzérmese és 4. helyezettje) | 3. kalap (a 2022-es Eb 5. és 6. helyezettje) | 4. kalap (a 2022-es Eb 7. és 8. helyezettje) |
| --------------------------------------------- | ----------------------------------------------------- | -------------------------------------------- | -------------------------------------------- |
| - Spanyolország - Görögország                 | - Olaszország - Hollandia                             | - Magyarország - Izrael                      | - Franciaország - Horvátország               |

#### II. divízió
| 1. kalap (a selejtező csoportokból 1. helyen kvalifikált csapatok) | 2. kalap (a selejtező csoportokból 2. helyen kvalifikált csapatok) |
| ------------------------------------------------------------------ | ------------------------------------------------------------------ |
| - Szlovákia - Románia - Szerbia - Nagy-Britannia                   | - Bulgária - Törökország - Csehország - Németország                |

## Csoportkör

### I. divízió (felsőház)

#### A csoport
| Hely. | Csapat        | M | Gy | BGy | BV | V | G+ | G– | Gk  | P | Továbbjutás                   |
| ----- | ------------- | - | -- | --- | -- | - | -- | -- | --- | - | ----------------------------- |
| 1.    | Hollandia (R) | 3 | 3  | 0   | 0  | 0 | 53 | 27 | +26 | 9 | Továbbjutott a negyeddöntőbe  |
| 2.    | Görögország   | 3 | 2  | 0   | 0  | 1 | 49 | 35 | +14 | 6 | Továbbjutott a negyeddöntőbe  |
| 3.    | Magyarország  | 3 | 1  | 0   | 0  | 2 | 40 | 30 | +10 | 3 | Továbbjutott a nyolcaddöntőbe |
| 4.    | Horvátország  | 3 | 0  | 0   | 0  | 3 | 16 | 66 | −50 | 0 | Továbbjutott a nyolcaddöntőbe |

| 2024. január 5. 19:00 | Hollandia            | 24–6        | Horvátország     | Pieter van den Hoogenband Úszóstadion, Eindhoven Játékvezetők: Ivanka Raković (SRB), Anne Grandin (FRA) |
| 2024. január 5. 19:00 | (5–2, 6–2, 7–1, 6–1) |             |                  | Pieter van den Hoogenband Úszóstadion, Eindhoven Játékvezetők: Ivanka Raković (SRB), Anne Grandin (FRA) |
| 2024. január 5. 19:00 | Keuning, Rogge 4     | Jegyzőkönyv | Brnetić, Butić 2 | Pieter van den Hoogenband Úszóstadion, Eindhoven Játékvezetők: Ivanka Raković (SRB), Anne Grandin (FRA) |

| 2024. január 5. 20:30 | Magyarország         | 12–14       | Görögország    | Pieter van den Hoogenband Úszóstadion, Eindhoven Játékvezetők: Alessia Ferrari (ITA), Juan Carlos Colominas (ESP) |
| 2024. január 5. 20:30 | (4–4, 2–2, 4–3, 2–5) |             |                | Pieter van den Hoogenband Úszóstadion, Eindhoven Játékvezetők: Alessia Ferrari (ITA), Juan Carlos Colominas (ESP) |
| 2024. január 5. 20:30 | három játékos 3      | Jegyzőkönyv | Giannopoulou 4 | Pieter van den Hoogenband Úszóstadion, Eindhoven Játékvezetők: Alessia Ferrari (ITA), Juan Carlos Colominas (ESP) |

| 2024. január 6. 16:00 | Görögország          | 25–8        | Horvátország     | Pieter van den Hoogenband Úszóstadion, Eindhoven Játékvezetők: Radosław Koryzna (POL), Maxim Gerasimov (GBR) |
| 2024. január 6. 16:00 | (5–4, 7–1, 6–1, 7–2) |             |                  | Pieter van den Hoogenband Úszóstadion, Eindhoven Játékvezetők: Radosław Koryzna (POL), Maxim Gerasimov (GBR) |
| 2024. január 6. 16:00 | Elliniadi, Xenaki 5  | Jegyzőkönyv | Glas, Janković 2 | Pieter van den Hoogenband Úszóstadion, Eindhoven Játékvezetők: Radosław Koryzna (POL), Maxim Gerasimov (GBR) |

| 2024. január 6. 19:00 | Hollandia            | 14–11       | Magyarország        | Pieter van den Hoogenband Úszóstadion, Eindhoven Játékvezetők: Matan Schwartz (ISR), Philip Uhlig (GER) |
| 2024. január 6. 19:00 | (4–1, 1–3, 5–4, 4–3) |             |                     | Pieter van den Hoogenband Úszóstadion, Eindhoven Játékvezetők: Matan Schwartz (ISR), Philip Uhlig (GER) |
| 2024. január 6. 19:00 | Rogge 4              | Jegyzőkönyv | Garda, Keszthelyi 3 | Pieter van den Hoogenband Úszóstadion, Eindhoven Játékvezetők: Matan Schwartz (ISR), Philip Uhlig (GER) |

| 2024. január 7. 18:30 | Hollandia            | 15–10       | Görögország     | Pieter van den Hoogenband Úszóstadion, Eindhoven Játékvezetők: Radosław Koryzna (POL), Matan Schwartz (ISR) |
| 2024. január 7. 18:30 | (4–3, 5–1, 2–3, 4–3) |             |                 | Pieter van den Hoogenband Úszóstadion, Eindhoven Játékvezetők: Radosław Koryzna (POL), Matan Schwartz (ISR) |
| 2024. január 7. 18:30 | Van de Kraats 5      | Jegyzőkönyv | három játékos 2 | Pieter van den Hoogenband Úszóstadion, Eindhoven Játékvezetők: Radosław Koryzna (POL), Matan Schwartz (ISR) |

| 2024. január 7. 20:00 | Magyarország         | 17–2        | Horvátország      | Pieter van den Hoogenband Úszóstadion, Eindhoven Játékvezetők: Martina Kuníková (SVK), Ivo Mareš (CZE) |
| 2024. január 7. 20:00 | (5–1, 6–0, 3–1, 3–0) |             |                   | Pieter van den Hoogenband Úszóstadion, Eindhoven Játékvezetők: Martina Kuníková (SVK), Ivo Mareš (CZE) |
| 2024. január 7. 20:00 | Garda, Leimeter 4    | Jegyzőkönyv | Janković, Rozić 1 | Pieter van den Hoogenband Úszóstadion, Eindhoven Játékvezetők: Martina Kuníková (SVK), Ivo Mareš (CZE) |

#### B csoport
| Hely. | Csapat        | M | Gy | BGy | BV | V | G+ | G– | Gk  | P | Továbbjutás                   |
| ----- | ------------- | - | -- | --- | -- | - | -- | -- | --- | - | ----------------------------- |
| 1.    | Spanyolország | 3 | 3  | 0   | 0  | 0 | 53 | 23 | +30 | 9 | Továbbjutott a negyeddöntőbe  |
| 2.    | Olaszország   | 3 | 2  | 0   | 0  | 1 | 40 | 31 | +9  | 6 | Továbbjutott a negyeddöntőbe  |
| 3.    | Franciaország | 3 | 1  | 0   | 0  | 2 | 30 | 37 | −7  | 3 | Továbbjutott a nyolcaddöntőbe |
| 4.    | Izrael        | 3 | 0  | 0   | 0  | 3 | 26 | 58 | −32 | 0 | Továbbjutott a nyolcaddöntőbe |

| 2024. január 5. 15:00 | Izrael               | 11–20       | Olaszország | Pieter van den Hoogenband Úszóstadion, Eindhoven Játékvezetők: Diana Dutilh (NED), Ivo Mareš (CZE) |
| 2024. január 5. 15:00 | (2–6, 2–7, 2–4, 5–3) |             |             | Pieter van den Hoogenband Úszóstadion, Eindhoven Játékvezetők: Diana Dutilh (NED), Ivo Mareš (CZE) |
| 2024. január 5. 15:00 | Yaacobi 4            | Jegyzőkönyv | Palmieri 4  | Pieter van den Hoogenband Úszóstadion, Eindhoven Játékvezetők: Diana Dutilh (NED), Ivo Mareš (CZE) |

| 2024. január 5. 16:30 | Spanyolország        | 17–8        | Franciaország | Pieter van den Hoogenband Úszóstadion, Eindhoven Játékvezetők: Radosław Koryzna (POL), Philip Uhlig (GER) |
| 2024. január 5. 16:30 | (4–1, 4–2, 4–3, 5–2) |             |               | Pieter van den Hoogenband Úszóstadion, Eindhoven Játékvezetők: Radosław Koryzna (POL), Philip Uhlig (GER) |
| 2024. január 5. 16:30 | Crespi 3             | Jegyzőkönyv | Hertzka 3     | Pieter van den Hoogenband Úszóstadion, Eindhoven Játékvezetők: Radosław Koryzna (POL), Philip Uhlig (GER) |

| 2024. január 6. 17:30 | Olaszország          | 12–6        | Franciaország  | Pieter van den Hoogenband Úszóstadion, Eindhoven Játékvezetők: Maria Daskalopoulou (GRE), Nóra Debreceni (HUN) |
| 2024. január 6. 17:30 | (4–0, 2–3, 4–1, 2–2) |             |                | Pieter van den Hoogenband Úszóstadion, Eindhoven Játékvezetők: Maria Daskalopoulou (GRE), Nóra Debreceni (HUN) |
| 2024. január 6. 17:30 | Bianconi 3           | Jegyzőkönyv | Bouloukbachi 3 | Pieter van den Hoogenband Úszóstadion, Eindhoven Játékvezetők: Maria Daskalopoulou (GRE), Nóra Debreceni (HUN) |

| 2024. január 6. 20:30 | Spanyolország        | 22–7        | Izrael    | Pieter van den Hoogenband Úszóstadion, Eindhoven Játékvezetők: Ivanka Raković (SRB), Sara Kontek (CRO) |
| 2024. január 6. 20:30 | (5–2, 5–3, 8–2, 4–0) |             |           | Pieter van den Hoogenband Úszóstadion, Eindhoven Játékvezetők: Ivanka Raković (SRB), Sara Kontek (CRO) |
| 2024. január 6. 20:30 | Ortiz 5              | Jegyzőkönyv | Yaacobi 5 | Pieter van den Hoogenband Úszóstadion, Eindhoven Játékvezetők: Ivanka Raković (SRB), Sara Kontek (CRO) |

| 2024. január 7. 15:30 | Izrael               | 8–16        | Franciaország   | Pieter van den Hoogenband Úszóstadion, Eindhoven Játékvezetők: Alessia Ferrari (ITA), Juan Carlos Colominas (ESP) |
| 2024. január 7. 15:30 | (3–4, 2–5, 1–3, 2–4) |             |                 | Pieter van den Hoogenband Úszóstadion, Eindhoven Játékvezetők: Alessia Ferrari (ITA), Juan Carlos Colominas (ESP) |
| 2024. január 7. 15:30 | Yaacobi 2            | Jegyzőkönyv | three játékos 3 | Pieter van den Hoogenband Úszóstadion, Eindhoven Játékvezetők: Alessia Ferrari (ITA), Juan Carlos Colominas (ESP) |

| 2024. január 7. 17:00 | Spanyolország        | 14–8        | Olaszország | Pieter van den Hoogenband Úszóstadion, Eindhoven Játékvezetők: Diana Dutilh (NED), Maria Daskalopoulou (GRE) |
| 2024. január 7. 17:00 | (5–1, 3–3, 3–2, 3–2) |             |             | Pieter van den Hoogenband Úszóstadion, Eindhoven Játékvezetők: Diana Dutilh (NED), Maria Daskalopoulou (GRE) |
| 2024. január 7. 17:00 | Forca 5              | Jegyzőkönyv | Giustini 3  | Pieter van den Hoogenband Úszóstadion, Eindhoven Játékvezetők: Diana Dutilh (NED), Maria Daskalopoulou (GRE) |

### II. divízió (alsóház)

#### C csoport
| Hely. | Csapat      | M | Gy | BGy | BV | V | G+ | G– | Gk  | P | Továbbjutás                   |
| ----- | ----------- | - | -- | --- | -- | - | -- | -- | --- | - | ----------------------------- |
| 1.    | Szerbia     | 3 | 3  | 0   | 0  | 0 | 43 | 14 | +29 | 9 | Továbbjutott a nyolcaddöntőbe |
| 2.    | Csehország  | 3 | 2  | 0   | 0  | 1 | 27 | 36 | −9  | 6 | Továbbjutott a nyolcaddöntőbe |
| 3.    | Románia     | 3 | 1  | 0   | 0  | 2 | 25 | 35 | −10 | 3 | A 13–16. helyért              |
| 4.    | Törökország | 3 | 0  | 0   | 0  | 3 | 22 | 32 | −10 | 0 | A 13–16. helyért              |

| 2024. január 5. 9:00 | Románia              | 12–13       | Csehország | Pieter van den Hoogenband Úszóstadion, Eindhoven Játékvezetők: Martina Kuníková (SVK), Vyacheslav Byelyevtsov (UKR) |
| 2024. január 5. 9:00 | (1–1, 4–1, 3–6, 4–5) |             |            | Pieter van den Hoogenband Úszóstadion, Eindhoven Játékvezetők: Martina Kuníková (SVK), Vyacheslav Byelyevtsov (UKR) |
| 2024. január 5. 9:00 | Olteanu 7            | Jegyzőkönyv | Holá 4     | Pieter van den Hoogenband Úszóstadion, Eindhoven Játékvezetők: Martina Kuníková (SVK), Vyacheslav Byelyevtsov (UKR) |

| 2024. január 5. 10:30 | Szerbia              | 13–6        | Törökország | Pieter van den Hoogenband Úszóstadion, Eindhoven Játékvezetők: Debreceni Nóra (HUN), Maxim Gerasimov (GBR) |
| 2024. január 5. 10:30 | (2–2, 2–1, 5–0, 4–3) |             |             | Pieter van den Hoogenband Úszóstadion, Eindhoven Játékvezetők: Debreceni Nóra (HUN), Maxim Gerasimov (GBR) |
| 2024. január 5. 10:30 | Milićević 5          | Jegyzőkönyv | Buralı 2    | Pieter van den Hoogenband Úszóstadion, Eindhoven Játékvezetők: Debreceni Nóra (HUN), Maxim Gerasimov (GBR) |

| 2024. január 6. 12:00 | Törökország          | 12–13       | Csehország | Pieter van den Hoogenband Úszóstadion, Eindhoven Játékvezetők: Martina Kuníková (SVK), Vyacheslav Byelyevtsov (UKR) |
| 2024. január 6. 12:00 | (1–1, 4–1, 3–6, 4–5) |             |            | Pieter van den Hoogenband Úszóstadion, Eindhoven Játékvezetők: Martina Kuníková (SVK), Vyacheslav Byelyevtsov (UKR) |
| 2024. január 6. 12:00 | Olteanu 7            | Jegyzőkönyv | Holá 4     | Pieter van den Hoogenband Úszóstadion, Eindhoven Játékvezetők: Martina Kuníková (SVK), Vyacheslav Byelyevtsov (UKR) |

| 2024. január 6. 13:30 | Románia              | 13–6        | Szerbia  | Pieter van den Hoogenband Úszóstadion, Eindhoven Játékvezetők: Debreceni Nóra (HUN), Maxim Gerasimov (GBR) |
| 2024. január 6. 13:30 | (2–2, 2–1, 5–0, 4–3) |             |          | Pieter van den Hoogenband Úszóstadion, Eindhoven Játékvezetők: Debreceni Nóra (HUN), Maxim Gerasimov (GBR) |
| 2024. január 6. 13:30 | Milićević 5          | Jegyzőkönyv | Buralı 2 | Pieter van den Hoogenband Úszóstadion, Eindhoven Játékvezetők: Debreceni Nóra (HUN), Maxim Gerasimov (GBR) |

| 2024. január 7. 9:00 | Románia              | 9–7         | Törökország | Pieter van den Hoogenband Úszóstadion, Eindhoven Játékvezetők: Sara Kontek (CRO), Vyacheslav Byelyevtsov (UKR) |
| 2024. január 7. 9:00 | (4–2, 2–3, 3–2, 0–0) |             |             | Pieter van den Hoogenband Úszóstadion, Eindhoven Játékvezetők: Sara Kontek (CRO), Vyacheslav Byelyevtsov (UKR) |
| 2024. január 7. 9:00 | Olteanu 4            | Jegyzőkönyv | Kuş 5       | Pieter van den Hoogenband Úszóstadion, Eindhoven Játékvezetők: Sara Kontek (CRO), Vyacheslav Byelyevtsov (UKR) |

| 2024. január 7. 10:30 | Szerbia              | 15–4        | Csehország | Pieter van den Hoogenband Úszóstadion, Eindhoven Játékvezetők: Anne Grandin (FRA), Ioana Feica-Prodan (ROU) |
| 2024. január 7. 10:30 | (3–1, 4–0, 4–1, 4–2) |             |            | Pieter van den Hoogenband Úszóstadion, Eindhoven Játékvezetők: Anne Grandin (FRA), Ioana Feica-Prodan (ROU) |
| 2024. január 7. 10:30 | Milićević 4          | Jegyzőkönyv | Hlavatá 3  | Pieter van den Hoogenband Úszóstadion, Eindhoven Játékvezetők: Anne Grandin (FRA), Ioana Feica-Prodan (ROU) |

#### D csoport
| Hely. | Csapat         | M | Gy | BGy | BV | V | G+ | G– | Gk  | P | Továbbjutás                   |
| ----- | -------------- | - | -- | --- | -- | - | -- | -- | --- | - | ----------------------------- |
| 1.    | Nagy-Britannia | 3 | 3  | 0   | 0  | 0 | 43 | 19 | +24 | 9 | Továbbjutott a nyolcaddöntőbe |
| 2.    | Németország    | 3 | 2  | 0   | 0  | 1 | 47 | 31 | +16 | 6 | Továbbjutott a nyolcaddöntőbe |
| 3.    | Szlovákia      | 3 | 1  | 0   | 0  | 2 | 40 | 32 | +8  | 3 | A 13–16. helyért              |
| 4.    | Bulgária       | 3 | 0  | 0   | 0  | 3 | 23 | 71 | −48 | 0 | A 13–16. helyért              |

| 2024. január 5. 12:00 | Szlovákia            | 7–12        | Nagy-Britannia | Pieter van den Hoogenband Úszóstadion, Eindhoven Játékvezetők: Sara Kontek (CRO), Matan Schwartz (ISR) |
| 2024. január 5. 12:00 | (1–5, 0–3, 3–2, 3–2) |             |                | Pieter van den Hoogenband Úszóstadion, Eindhoven Játékvezetők: Sara Kontek (CRO), Matan Schwartz (ISR) |
| 2024. január 5. 12:00 | Mešterová 2          | Jegyzőkönyv | Rogers 3       | Pieter van den Hoogenband Úszóstadion, Eindhoven Játékvezetők: Sara Kontek (CRO), Matan Schwartz (ISR) |

| 2024. január 5. 13:30 | Németország           | 29–9        | Bulgária  | Pieter van den Hoogenband Úszóstadion, Eindhoven Játékvezetők: Maria Daskalopoulou (GRE), İlkin Çakmakoğlu (TUR) |
| 2024. január 5. 13:30 | (10–2, 9–1, 5–3, 5–3) |             |           | Pieter van den Hoogenband Úszóstadion, Eindhoven Játékvezetők: Maria Daskalopoulou (GRE), İlkin Çakmakoğlu (TUR) |
| 2024. január 5. 13:30 | Vosseberg 6           | Jegyzőkönyv | Gesheva 4 | Pieter van den Hoogenband Úszóstadion, Eindhoven Játékvezetők: Maria Daskalopoulou (GRE), İlkin Çakmakoğlu (TUR) |

| 2024. január 6. 9:00 | Bulgária             | 6–19        | Nagy-Britannia | Pieter van den Hoogenband Úszóstadion, Eindhoven Játékvezetők: Ioana Feica-Prodan (ROU), Vyacheslav Byelyevtsov (UKR) |
| 2024. január 6. 9:00 | (1–5, 1–6, 2–3, 2–5) |             |                | Pieter van den Hoogenband Úszóstadion, Eindhoven Játékvezetők: Ioana Feica-Prodan (ROU), Vyacheslav Byelyevtsov (UKR) |
| 2024. január 6. 9:00 | Dimitrova 3          | Jegyzőkönyv | Falvey 5       | Pieter van den Hoogenband Úszóstadion, Eindhoven Játékvezetők: Ioana Feica-Prodan (ROU), Vyacheslav Byelyevtsov (UKR) |

| 2024. január 6. 10:30 | Szlovákia            | 10–12       | Németország | Pieter van den Hoogenband Úszóstadion, Eindhoven Játékvezetők: Alessia Ferrari (ITA), İlkin Çakmakoğlu (TUR) |
| 2024. január 6. 10:30 | (3–2, 4–4, 1–4, 2–2) |             |             | Pieter van den Hoogenband Úszóstadion, Eindhoven Játékvezetők: Alessia Ferrari (ITA), İlkin Çakmakoğlu (TUR) |
| 2024. január 6. 10:30 | Sedlaková 4          | Jegyzőkönyv | Vosseberg 4 | Pieter van den Hoogenband Úszóstadion, Eindhoven Játékvezetők: Alessia Ferrari (ITA), İlkin Çakmakoğlu (TUR) |

| 2024. január 7. 12:00 | Szlovákia              | 23–8        | Bulgária       | Pieter van den Hoogenband Úszóstadion, Eindhoven Játékvezetők: Philip Uhlig (GER), Maxim Gerasimov (GBR) |
| 2024. január 7. 12:00 | (6–2, 4–2, 6–2, 7–2)   |             |                | Pieter van den Hoogenband Úszóstadion, Eindhoven Játékvezetők: Philip Uhlig (GER), Maxim Gerasimov (GBR) |
| 2024. január 7. 12:00 | Mešterová, Sedláková 5 | Jegyzőkönyv | négy játékos 2 | Pieter van den Hoogenband Úszóstadion, Eindhoven Játékvezetők: Philip Uhlig (GER), Maxim Gerasimov (GBR) |

| 2024. január 7. 13:30 | Németország          | 6–12        | Nagy-Britannia   | Pieter van den Hoogenband Úszóstadion, Eindhoven Játékvezetők: Debreceni Nóra (HUN), Ivanka Raković (SRB) |
| 2024. január 7. 13:30 | (1–3, 0–3, 3–5, 2–1) |             |                  | Pieter van den Hoogenband Úszóstadion, Eindhoven Játékvezetők: Debreceni Nóra (HUN), Ivanka Raković (SRB) |
| 2024. január 7. 13:30 | Vosseberg 2          | Jegyzőkönyv | Falvey, Turner 4 | Pieter van den Hoogenband Úszóstadion, Eindhoven Játékvezetők: Debreceni Nóra (HUN), Ivanka Raković (SRB) |

## Egyenes kieséses szakasz
|  |               |                |               |           |               |              |                |              |               |               |               |           |               |               |               |            |       |       |
|  | Nyolcaddöntők | Nyolcaddöntők  | Nyolcaddöntők |           |               | Negyeddöntők | Negyeddöntők   | Negyeddöntők |               |               | Elődöntők     | Elődöntők | Elődöntők     |               |               | Döntő      | Döntő | Döntő |
|  | Nyolcaddöntők | Nyolcaddöntők  | Nyolcaddöntők |           |               | Negyeddöntők | Negyeddöntők   | Negyeddöntők |               |               | Elődöntők     | Elődöntők | Elődöntők     |               |               | Döntő      | Döntő | Döntő |
|  | január 8.     | január 8.      | január 8.     | január 9. | január 9.     | január 9.    |                |              |               |               |               |           |               |               |               |            |       |       |
|  | január 8.     | január 8.      | január 8.     | január 9. | január 9.     | január 9.    |                |              |               |               |               |           |               |               |               |            |       |       |
|  | B4            | Izrael         | 9 (4)         | A1        | Hollandia     | 25           |                |              |               |               |               |           |               |               |               |            |       |       |
|  | B4            | Izrael         | 9 (4)         | A1        | Hollandia     | 25           | január 11.     |              |               |               |               |           |               |               |               |            |       |       |
|  | D1            | Nagy-Britannia | 9 (5)         |           |               |              | Nagy-Britannia | 6            |               |               |               |           |               |               |               |            |       |       |
|  | D1            | Nagy-Britannia | 9 (5)         |           |               |              | Nagy-Britannia | 6            |               | Hollandia     | Hollandia     | 7         |               |               |               |            |       |       |
|  | január 8.     | január 8.      | január 8.     | január 9. | január 9.     | január 9.    |                |              |               | Hollandia     | Hollandia     | 7         |               |               |               |            |       |       |
|  | január 8.     | január 8.      | január 8.     | január 9. | január 9.     | január 9.    |                |              | Olaszország   | Olaszország   | 6             |           |               |               |               |            |       |       |
|  | A3            | Magyarország   | 27            | B2        | Olaszország   | 12           |                |              | Olaszország   | Olaszország   | 6             |           |               |               |               |            |       |       |
|  | A3            | Magyarország   | 27            | B2        | Olaszország   | 12           |                | január 13    |               |               |               |           |               |               |               |            |       |       |
|  | C2            | Csehország     | 4             |           |               |              | Magyarország   | 11           |               |               |               |           |               |               |               |            |       |       |
|  | C2            | Csehország     | 4             |           |               |              | Magyarország   | 11           |               | Hollandia     | Hollandia     | 8         |               |               |               |            |       |       |
|  | január 8.     | január 8.      | január 8.     | január 9. | január 9.     | január 9.    |                |              |               | Hollandia     | Hollandia     | 8         |               |               |               |            |       |       |
|  | január 8.     | január 8.      | január 8.     | január 9. | január 9.     | január 9.    |                |              | Spanyolország | Spanyolország | 7             |           |               |               |               |            |       |       |
|  | A4            | Horvátország   | 11            | B1        | Spanyolország | 17           |                |              |               | Spanyolország | 7             |           |               |               |               |            |       |       |
|  | A4            | Horvátország   | 11            | B1        | Spanyolország | 17           | január 11.     |              |               |               |               |           |               |               |               |            |       |       |
|  | C1            | Szerbia        | 8             |           |               |              | Horvátország   | 6            |               |               |               |           |               |               |               |            |       |       |
|  | C1            | Szerbia        | 8             |           |               |              | Horvátország   | 6            |               | Spanyolország | Spanyolország | 13        | Bronzmérkőzés | Bronzmérkőzés | Bronzmérkőzés |            |       |       |
|  | január 8.     | január 8.      | január 8.     | január 9. | január 9.     | január 9.    |                |              |               | Spanyolország | Spanyolország | 13        | Bronzmérkőzés | Bronzmérkőzés | Bronzmérkőzés |            |       |       |
|  | január 8.     | január 8.      | január 8.     | január 9. | január 9.     | január 9.    |                |              | Görögország   | Görögország   | 5             |           |               | január 13.    | január 13.    | január 13. |       |       |
|  | B3            | Franciaország  | 14            | A2        | Görögország   | 15           |                |              | Görögország   | Görögország   | 5             |           |               | január 13.    | január 13.    | január 13. |       |       |
|  | B3            | Franciaország  | 14            | A2        | Görögország   | 15           |                |              |               |               |               |           |               | Olaszország   | Olaszország   | 6          |       |       |
|  | D2            | Németország    | 6             |           |               |              | Franciaország  | 7            |               |               |               |           |               | Olaszország   | Olaszország   | 6          |       |       |
|  | D2            | Németország    | 6             |           |               |              | Franciaország  | 7            |               | Görögország   | Görögország   | 7         |               |               |               |            |       |       |
|  |               |                |               |           |               |              |                |              |               | Görögország   | Görögország   | 7         |               |               |               |            |       |       |

### Nyolcaddöntők
| 2024. január 8. 16:00 | Horvátország         | 11–8        | Szerbia     | Pieter van den Hoogenband Úszóstadion, Eindhoven Játékvezetők: Diana Dutilh (NED), Debreceni Nóra (HUN) |
| 2024. január 8. 16:00 | (2–3, 2–3, 2–1, 5–1) |             |             | Pieter van den Hoogenband Úszóstadion, Eindhoven Játékvezetők: Diana Dutilh (NED), Debreceni Nóra (HUN) |
| 2024. január 8. 16:00 | Butić 4              | Jegyzőkönyv | Milićević 4 | Pieter van den Hoogenband Úszóstadion, Eindhoven Játékvezetők: Diana Dutilh (NED), Debreceni Nóra (HUN) |

| 2024. január 8. 17:30 | Izrael                 | 9–9         | Nagy-Britannia | Pieter van den Hoogenband Úszóstadion, Eindhoven Játékvezetők: Radosław Koryzna (POL), Philip Uhlig (GER) |
| 2024. január 8. 17:30 | (3–3, 2–2, 3–3, 1–1)   |             |                | Pieter van den Hoogenband Úszóstadion, Eindhoven Játékvezetők: Radosław Koryzna (POL), Philip Uhlig (GER) |
| 2024. január 8. 17:30 | Kordonskaia, Sasover 2 | Jegyzőkönyv | Falvey 3       | Pieter van den Hoogenband Úszóstadion, Eindhoven Játékvezetők: Radosław Koryzna (POL), Philip Uhlig (GER) |
| 2024. január 8. 17:30 | Büntetőpárbaj:         |             |                | Pieter van den Hoogenband Úszóstadion, Eindhoven Játékvezetők: Radosław Koryzna (POL), Philip Uhlig (GER) |
| 2024. január 8. 17:30 | 4–5                    |             |                | Pieter van den Hoogenband Úszóstadion, Eindhoven Játékvezetők: Radosław Koryzna (POL), Philip Uhlig (GER) |

| 2024. január 8. 19:00 | Franciaország        | 14–6        | Németország | Pieter van den Hoogenband Úszóstadion, Eindhoven Játékvezetők: Alessia Ferrari (ITA), Martina Kuníková (SVK) |
| 2024. január 8. 19:00 | (4–1, 5–2, 4–2, 1–1) |             |             | Pieter van den Hoogenband Úszóstadion, Eindhoven Játékvezetők: Alessia Ferrari (ITA), Martina Kuníková (SVK) |
| 2024. január 8. 19:00 | Bouloukbachi 5       | Jegyzőkönyv | Rieck 3     | Pieter van den Hoogenband Úszóstadion, Eindhoven Játékvezetők: Alessia Ferrari (ITA), Martina Kuníková (SVK) |

| 2024. január 8. 20:30 | Magyarország         | 27–4        | Csehország | Pieter van den Hoogenband Úszóstadion, Eindhoven Játékvezetők: Anne Grandin (FRA), İlkin Çakmakoğlu (TUR) |
| 2024. január 8. 20:30 | (7–2, 6–2, 8–0, 6–0) |             |            | Pieter van den Hoogenband Úszóstadion, Eindhoven Játékvezetők: Anne Grandin (FRA), İlkin Çakmakoğlu (TUR) |
| 2024. január 8. 20:30 | három játékos 4      | Jegyzőkönyv | Hlavatá 2  | Pieter van den Hoogenband Úszóstadion, Eindhoven Játékvezetők: Anne Grandin (FRA), İlkin Çakmakoğlu (TUR) |

### Negyeddöntők
| 2024. január 9. 16:00 | Spanyolország        | 17–6        | Horvátország | Pieter van den Hoogenband Úszóstadion, Eindhoven Játékvezetők: Radosław Koryzna (POL), Philip Uhlig (GER) |
| 2024. január 9. 16:00 | (5–2, 4–3, 3–0, 5–1) |             |              | Pieter van den Hoogenband Úszóstadion, Eindhoven Játékvezetők: Radosław Koryzna (POL), Philip Uhlig (GER) |
| 2024. január 9. 16:00 | Camus, Peña 4        | Jegyzőkönyv | Rozić 2      | Pieter van den Hoogenband Úszóstadion, Eindhoven Játékvezetők: Radosław Koryzna (POL), Philip Uhlig (GER) |

| 2024. január 9. 17:30 | Hollandia            | 25–6        | Nagy-Britannia    | Pieter van den Hoogenband Úszóstadion, Eindhoven Játékvezetők: Ivanka Raković Krstonošić (SRB), Sara Kontek (CRO) |
| 2024. január 9. 17:30 | (7–1, 8–2, 3–1, 7–2) |             |                   | Pieter van den Hoogenband Úszóstadion, Eindhoven Játékvezetők: Ivanka Raković Krstonošić (SRB), Sara Kontek (CRO) |
| 2024. január 9. 17:30 | Rogge 5              | Jegyzőkönyv | Perkins, Turner 2 | Pieter van den Hoogenband Úszóstadion, Eindhoven Játékvezetők: Ivanka Raković Krstonošić (SRB), Sara Kontek (CRO) |

| 2024. január 9. 19:00 | Görögország          | 15–7        | Franciaország | Pieter van den Hoogenband Úszóstadion, Eindhoven Játékvezetők: Diana Dutilh (NED), Martina Kuníková (SVK) |
| 2024. január 9. 19:00 | (3–1, 3–4, 4–1, 5–1) |             |               | Pieter van den Hoogenband Úszóstadion, Eindhoven Játékvezetők: Diana Dutilh (NED), Martina Kuníková (SVK) |
| 2024. január 9. 19:00 | Ninou 4              | Jegyzőkönyv | Daulé 2       | Pieter van den Hoogenband Úszóstadion, Eindhoven Játékvezetők: Diana Dutilh (NED), Martina Kuníková (SVK) |

| 2024. január 9. 20:30 | Olaszország          | 12–11       | Magyarország | Pieter van den Hoogenband Úszóstadion, Eindhoven Játékvezetők: Juan Carlos Colominas (ESP), Matan Schwartz (ISR) |
| 2024. január 9. 20:30 | (4–2, 3–3, 4–4, 1–2) |             |              | Pieter van den Hoogenband Úszóstadion, Eindhoven Játékvezetők: Juan Carlos Colominas (ESP), Matan Schwartz (ISR) |
| 2024. január 9. 20:30 | Bianconi 4           | Jegyzőkönyv | Garda 4      | Pieter van den Hoogenband Úszóstadion, Eindhoven Játékvezetők: Juan Carlos Colominas (ESP), Matan Schwartz (ISR) |

### A 13–16. helyért
| 2024. január 8. 12:00 | Szlovákia            | 10–13       | Törökország | Pieter van den Hoogenband Úszóstadion, Eindhoven Játékvezetők: Maxim Gerasimov (GBR), Vyacheslav Byelyevtsov (UKR) |
| 2024. január 8. 12:00 | (5–2, 1–4, 2–3, 2–4) |             |             | Pieter van den Hoogenband Úszóstadion, Eindhoven Játékvezetők: Maxim Gerasimov (GBR), Vyacheslav Byelyevtsov (UKR) |
| 2024. január 8. 12:00 | Mešterová 3          | Jegyzőkönyv | Kuş 6       | Pieter van den Hoogenband Úszóstadion, Eindhoven Játékvezetők: Maxim Gerasimov (GBR), Vyacheslav Byelyevtsov (UKR) |

| 2024. január 8. 13:30 | Bulgária             | 6–18        | Románia   | Pieter van den Hoogenband Úszóstadion, Eindhoven Játékvezetők: Ivanka Raković Krstonošić (SRB), Ivo Mareš (CZE) |
| 2024. január 8. 13:30 | (1–6, 2–7, 2–3, 1–2) |             |           | Pieter van den Hoogenband Úszóstadion, Eindhoven Játékvezetők: Ivanka Raković Krstonošić (SRB), Ivo Mareš (CZE) |
| 2024. január 8. 13:30 | Gesheva, Rumenova 2  | Jegyzőkönyv | Olteanu 7 | Pieter van den Hoogenband Úszóstadion, Eindhoven Játékvezetők: Ivanka Raković Krstonošić (SRB), Ivo Mareš (CZE) |

### A 9–12. helyért
| 2024. január 9. 12:00 | Szerbia              | 12–11       | Németország | Pieter van den Hoogenband Úszóstadion, Eindhoven Játékvezetők: Maria Daskalopoulou (GRE), İlkin Çakmakoğlu (TUR) |
| 2024. január 9. 12:00 | (5–1, 2–4, 3–5, 2–1) |             |             | Pieter van den Hoogenband Úszóstadion, Eindhoven Játékvezetők: Maria Daskalopoulou (GRE), İlkin Çakmakoğlu (TUR) |
| 2024. január 9. 12:00 | öt játékos 2         | Jegyzőkönyv | Plotz 4     | Pieter van den Hoogenband Úszóstadion, Eindhoven Játékvezetők: Maria Daskalopoulou (GRE), İlkin Çakmakoğlu (TUR) |

| 2024. január 9. 13:30 | Izrael               | 18–5        | Csehország | Pieter van den Hoogenband Úszóstadion, Eindhoven Játékvezetők: Maxim Gerasimov (GBR), Aleksandar Nestorov (BUL) |
| 2024. január 9. 13:30 | (3–3, 4–0, 4–1, 7–1) |             |            | Pieter van den Hoogenband Úszóstadion, Eindhoven Játékvezetők: Maxim Gerasimov (GBR), Aleksandar Nestorov (BUL) |
| 2024. január 9. 13:30 | Bogachenko 7         | Jegyzőkönyv | Holá 2     | Pieter van den Hoogenband Úszóstadion, Eindhoven Játékvezetők: Maxim Gerasimov (GBR), Aleksandar Nestorov (BUL) |

### Az 5–8. helyért
| 2024. január 11. 16:00 | Horvátország         | 10–12       | Franciaország      | Pieter van den Hoogenband Úszóstadion, Eindhoven Játékvezetők: Alessia Ferrari (ITA), Juan Carlos Colominas (ESP) |
| 2024. január 11. 16:00 | (3–3, 2–3, 2–4, 3–2) |             |                    | Pieter van den Hoogenband Úszóstadion, Eindhoven Játékvezetők: Alessia Ferrari (ITA), Juan Carlos Colominas (ESP) |
| 2024. január 11. 16:00 | Butić 4              | Jegyzőkönyv | Hertzka, Vernoux 3 | Pieter van den Hoogenband Úszóstadion, Eindhoven Játékvezetők: Alessia Ferrari (ITA), Juan Carlos Colominas (ESP) |

| 2024. január 11. 17:30 | Nagy-Britannia       | 5–21        | Magyarország | Pieter van den Hoogenband Úszóstadion, Eindhoven Játékvezetők: Diana Dutilh (NED), Ivo Mareš (CZE) |
| 2024. január 11. 17:30 | (1–7, 1–4, 1–4, 2–6) |             |              | Pieter van den Hoogenband Úszóstadion, Eindhoven Játékvezetők: Diana Dutilh (NED), Ivo Mareš (CZE) |
| 2024. január 11. 17:30 | Rogers 2             | Jegyzőkönyv | Keszthelyi 5 | Pieter van den Hoogenband Úszóstadion, Eindhoven Játékvezetők: Diana Dutilh (NED), Ivo Mareš (CZE) |

### Elődöntők
| 2024. január 11. 19:00 | Spanyolország        | 13–5        | Görögország | Pieter van den Hoogenband Úszóstadion, Eindhoven Játékvezetők: Matan Schwartz (ISR), Debreceni Nóra (HUN) |
| 2024. január 11. 19:00 | (4–1, 1–1, 4–1, 4–2) |             |             | Pieter van den Hoogenband Úszóstadion, Eindhoven Játékvezetők: Matan Schwartz (ISR), Debreceni Nóra (HUN) |
| 2024. január 11. 19:00 | Forca 3              | Jegyzőkönyv | Xenaki 3    | Pieter van den Hoogenband Úszóstadion, Eindhoven Játékvezetők: Matan Schwartz (ISR), Debreceni Nóra (HUN) |

| 2024. január 11. 20:30 | Hollandia            | 7–6         | Olaszország   | Pieter van den Hoogenband Úszóstadion, Eindhoven Játékvezetők: Radosław Koryzna (POL), Philip Uhlig (GER) |
| 2024. január 11. 20:30 | (1–1, 2–2, 2–2, 2–1) |             |               | Pieter van den Hoogenband Úszóstadion, Eindhoven Játékvezetők: Radosław Koryzna (POL), Philip Uhlig (GER) |
| 2024. január 11. 20:30 | három játékos 2      | Jegyzőkönyv | hat játékos 1 | Pieter van den Hoogenband Úszóstadion, Eindhoven Játékvezetők: Radosław Koryzna (POL), Philip Uhlig (GER) |

### A 15. helyért
| 2024. január 9. 9:00 | Szlovákia            | 18–10       | Bulgária    | Pieter van den Hoogenband Úszóstadion, Eindhoven Játékvezetők: Ioana Feica-Prodan (ROU), Vyacheslav Byelyevtsov (UKR) |
| 2024. január 9. 9:00 | (5–3, 4–1, 5–3, 4–3) |             |             | Pieter van den Hoogenband Úszóstadion, Eindhoven Játékvezetők: Ioana Feica-Prodan (ROU), Vyacheslav Byelyevtsov (UKR) |
| 2024. január 9. 9:00 | Kačková, Sedláková 4 | Jegyzőkönyv | Dimitrova 4 | Pieter van den Hoogenband Úszóstadion, Eindhoven Játékvezetők: Ioana Feica-Prodan (ROU), Vyacheslav Byelyevtsov (UKR) |

### A 13. helyért
| 2024. január 9. 10:30 | Törökország          | 7–3         | Románia   | Pieter van den Hoogenband Úszóstadion, Eindhoven Játékvezetők: Anne Grandin (FRA), Ivo Mareš (CZE) |
| 2024. január 9. 10:30 | (1–0, 2–0, 2–0, 2–3) |             |           | Pieter van den Hoogenband Úszóstadion, Eindhoven Játékvezetők: Anne Grandin (FRA), Ivo Mareš (CZE) |
| 2024. január 9. 10:30 | Kuş 3                | Jegyzőkönyv | Olteanu 2 | Pieter van den Hoogenband Úszóstadion, Eindhoven Játékvezetők: Anne Grandin (FRA), Ivo Mareš (CZE) |

### A 11. helyért
| 2024. január 11. 12:00 | Németország           | 15–12       | Csehország     | Pieter van den Hoogenband Úszóstadion, Eindhoven Játékvezetők: Sara Kontek (CRO), Vyacheslav Byelyevtsov (UKR) |
| 2024. január 11. 12:00 | (3–4, 3–4, 3–3, 6–1)  |             |                | Pieter van den Hoogenband Úszóstadion, Eindhoven Játékvezetők: Sara Kontek (CRO), Vyacheslav Byelyevtsov (UKR) |
| 2024. január 11. 12:00 | G. Deike, Vosseberg 5 | Jegyzőkönyv | négy játékos 2 | Pieter van den Hoogenband Úszóstadion, Eindhoven Játékvezetők: Sara Kontek (CRO), Vyacheslav Byelyevtsov (UKR) |

### A 9. helyért
| 2024. január 11. 13:30 | Szerbia              | 12–13       | Izrael       | Pieter van den Hoogenband Úszóstadion, Eindhoven Játékvezetők: Martina Kuníková (SVK), Anne Grandin (FRA) |
| 2024. január 11. 13:30 | (3–3, 4–1, 2–4, 3–5) |             |              | Pieter van den Hoogenband Úszóstadion, Eindhoven Játékvezetők: Martina Kuníková (SVK), Anne Grandin (FRA) |
| 2024. január 11. 13:30 | öt játékos 2         | Jegyzőkönyv | Bogachenko 4 | Pieter van den Hoogenband Úszóstadion, Eindhoven Játékvezetők: Martina Kuníková (SVK), Anne Grandin (FRA) |

### A 7. helyért
| 2024. január 13. 16:00 | Horvátország         | 9–11        | Nagy-Britannia | Pieter van den Hoogenband Úszóstadion, Eindhoven Játékvezetők: Alessia Ferrari (ITA), Maria Daskalopoulou (GRE) |
| 2024. január 13. 16:00 | (2–1, 2–1, 4–5, 1–4) |             |                | Pieter van den Hoogenband Úszóstadion, Eindhoven Játékvezetők: Alessia Ferrari (ITA), Maria Daskalopoulou (GRE) |
| 2024. január 13. 16:00 | J. Butić 3           | Jegyzőkönyv | Turner 4       | Pieter van den Hoogenband Úszóstadion, Eindhoven Játékvezetők: Alessia Ferrari (ITA), Maria Daskalopoulou (GRE) |

### Az 5. helyért
| 2024. január 13. 17:30 | Franciaország        | 3–14        | Magyarország | Pieter van den Hoogenband Úszóstadion, Eindhoven Játékvezetők: Ivanka Raković Krstonošić (SRB), Radosław Koryzna (POL) |
| 2024. január 13. 17:30 | (1–5, 0–4, 0–2, 2–3) |             |              | Pieter van den Hoogenband Úszóstadion, Eindhoven Játékvezetők: Ivanka Raković Krstonošić (SRB), Radosław Koryzna (POL) |
| 2024. január 13. 17:30 | három játékos 1      | Jegyzőkönyv | Keszthelyi 6 | Pieter van den Hoogenband Úszóstadion, Eindhoven Játékvezetők: Ivanka Raković Krstonošić (SRB), Radosław Koryzna (POL) |

### Bronzmérkőzés
| 2024. január 13. 19:00 | Görögország          | 7–6         | Olaszország | Pieter van den Hoogenband Úszóstadion, Eindhoven Játékvezetők: Diana Dutilh (NED), Juan Carlos Colominas (ESP) |
| 2024. január 13. 19:00 | (3–1, 1–0, 1–1, 2–4) |             |             | Pieter van den Hoogenband Úszóstadion, Eindhoven Játékvezetők: Diana Dutilh (NED), Juan Carlos Colominas (ESP) |
| 2024. január 13. 19:00 | Asimaki 2            | Jegyzőkönyv | Bianconi 2  | Pieter van den Hoogenband Úszóstadion, Eindhoven Játékvezetők: Diana Dutilh (NED), Juan Carlos Colominas (ESP) |

### Döntő
| 2024. január 13. 20:30 | Spanyolország        | 7–8         | Hollandia                | Pieter van den Hoogenband Úszóstadion, Eindhoven Játékvezetők: Debreceni Nóra (HUN), Matan Schwartz (ISR) |
| 2024. január 13. 20:30 | (2–1, 1–4, 2–1, 2–2) |             |                          | Pieter van den Hoogenband Úszóstadion, Eindhoven Játékvezetők: Debreceni Nóra (HUN), Matan Schwartz (ISR) |
| 2024. január 13. 20:30 | Ortiz 2              | Jegyzőkönyv | Joustra, Van der Sloot 2 | Pieter van den Hoogenband Úszóstadion, Eindhoven Játékvezetők: Debreceni Nóra (HUN), Matan Schwartz (ISR) |

| A 2024-es női vízilabda-Európa-bajnokság győztese |
| ------------------------------------------------- |
| · Hollandia · 6. cím                              |

## Végeredmény
|  | Részvételi jogot szerzett a 2024-es nyári olimpiára                                                 |
|  | Rendezőként, vagy másik tornáról már részvételi jogot szerzett a 2024. évi nyári olimpiai játékokra |

| Helyezés | Csapat         |
| -------- | -------------- |
| Arany    | Hollandia      |
| Ezüst    | Spanyolország  |
| Bronz    | Görögország    |
| 4.       | Olaszország    |
| 5.       | Magyarország   |
| 6.       | Franciaország  |
| 7.       | Nagy-Britannia |
| 8.       | Horvátország   |
| 9.       | Izrael         |
| 10.      | Szerbia        |
| 11.      | Németország    |
| 12.      | Csehország     |
| 13.      | Törökország    |
| 14.      | Románia        |
| 15.      | Szlovákia      |
| 16.      | Bulgária       |